# 濱川博
濱川 博（はまかわ ひろし、1923年7月8日 - ）は、日本の文芸評論家。
長崎県生まれ。國學院大學卒。朝日新聞宮崎支部から鹿児島支局長。大妻女子大学教授を務めた。

## 著書
- 『山陰文学の旅』今井書店　1959
- 『風景と人間』煥乎堂　1969
- 『旅とこころ』木耳社　1972
- 『現代のアウトサイダー』文京書房　1975
- 『人間 その面影と風景』木耳社　1975
- 『素顔の文人たち 書簡にみる近代文芸の片影』月刊ペン社　1978
- 『和紙に生きる安部栄四郎』編　五月書房　1978
- 『風狂の詩人小泉八雲』恒文社　1980
- 『荒魂の人びと 一学芸記者の手帖』永田書房　1983
- 『精神の風懐』永田書房　1988
- 『反俗の文人たち』1995　新典社文庫
- 『文人追懐 一文芸記者の取材ノート』蝸牛社　1998

## 参考
- 『文藝年鑑2011』